# Суртур
Суртур или Сатурн XLVII (условно означение S/2006 S 7) е естествен спътник на Сатурн. Откритието му е обявено от Скот Шепърд, Дейвид Джуит, Ян Клайн и Брайън Марсдън на 26 юни 2006 от наблюдения направени между януари и април 2006. Суртур е в диаметър около 6 км и орбитира около Сатурн на средна дистанция 22,243.6 млн. мили за 1238.575 дни, при инклинация 166.9° към еклиптиката в ретроградно направление с ексцентрицитет 0.3680.
Наименован е през април 2007 на Суртр, водач на огнените великани в скандинавската митология.